# Линдегрен, Юхан
Юхан Линдегрен (швед. Johan Lindegren; 7 января 1842, Улларед, ныне лен Халланд — 8 июня 1908, Стокгольм) — шведский композитор. Дед поэта Эрика Линдегрена.

## Биография
Учился игре на органе у органистов окрестных селений, затем в возрасте 18 лет поступил в Стокгольмскую консерваторию, где изучал композицию, скрипку и фортепиано. 
С 1865 года пел в хоре Стокгольмской оперы, с 1874 года работал там же репетитором. С 1885 года — кантор стокгольмской Церкви Святого Николая. С 1895 года активно работал в комиссии по составлению сборника церковных песнопений. Преподавал в Королевской музыкальной академии, среди его учеников, в частности, Хуго Альфвен, Хельмер Александерссон, Брор Бекман, Адольф Виклунд.
Помимо многочисленной церковной хоровой музыки, написал ряд фортепианных сочинений, струнный квартет и др.